# Ormosia auricosta
Ormosia auricosta är en tvåvingeart som beskrevs av Alexander 1933. Ormosia auricosta ingår i släktet Ormosia och familjen småharkrankar. Inga underarter finns listade i Catalogue of Life.